# نیکولای باژوکوف
نیکولای باژوکوف (روسی: Николай Серафимович Бажуков؛ زادهٔ ۲۳ ژوئیهٔ ۱۹۵۳) اسکی‌باز صحرانوردی اهل اتحاد جماهیر شوروی سوسیالیستی بود. 